# Tripleurospermum parviflorum
Tripleurospermum parviflorum — вид квіткових рослин з родини айстрових (Asteraceae).

## Морфологічна характеристика
Це однорічна рослина. Заввишки 4–35 см. Стебла численні, рідше поодинокі від кореневища, зверху нерозгалужені. Листки коротко 1–2-перисторозсічені; пластинки ниткоподібні чи ланцетно-шилоподібні. Квіткові голови кінцеві, 4–12 мм завширшки, розташовані на ± тонких квітконіжках. Філярії голі, видовжено-тупі, по краях плівчасті, червонувато-бурі чи білі. Язички 2.5–8 мм. Сім'янки коротко видовжені, ± зігнуті, 1–1.5 × 0.3–0.8 мм, у зрілості чорні або темно-коричневі, рясно вкриті слизом, спереду 2-ребристі, ззаду 3-ребристі.

## Поширення
Зростає на сході Європи, на заході Азії й південного заході Азії (Росія, Індія, Іран, Ірак, Крим, Ліван-Сирія, Північний Кавказ, Пакистан, Саудівська Аравія, Південний Кавказ, Туреччина, Туркменістан, Україна).
Населяє кам'янисті місця, поля, сади, засолені ґрунти тощо.